# مایرا گومس کمپ
مایرا گومس کمپ (اسپانیایی: Mayra Gómez Kemp‎؛ زادهٔ ۱۴ فوریهٔ ۱۹۴۸ – درگذشتهٔ ۱۳ اکتبر ۲۰۲۴) مجری تلویزیونی، بازیگر و خواننده اهل اسپانیا بود. او نخستین زن در جهان بود که یک مسابقه تلویزیونی را اجرا کرد.
در اکتبر ۲۰۰۹، او فاش کرد که در ژانویه همان سال به سرطان زبان مبتلا شده و تحت عمل جراحی قرار گرفته است. این بیماری تهدیدی برای زندگی‌اش ایجاد نکرد، اما روی گفتارش تأثیر گذاشت و در ابتدا قادر به صحبت کردن نبود. طی یک سال و با کمک گفتاردرمانگران و متخصصان، توانایی گفتار خود را کاملاً باز‌یافت، هرچند به دلیل اثر جانبی عمل، تلفظش کمی دچار تغییر شده بود.
در سال ۲۰۱۰، او در برنامه‌هایی از تلویسینکو مانند «سالوامه دلوکس» حاضر شد تا درباره بهبود موفقیت‌آمیز بیماری‌اش صحبت کند. اما در ۱۱ فوریه ۲۰۱۲ در برنامه «لا نریا» اعلام کرد که سرطان بازگشته است، این بار در گلو. در ۱۳ ژوئیه رسماً در «سالوامه دلوکس» اعلام کرد که دیگر سرطان ندارد.
گومز کمپ در ۱۳ اکتبر ۲۰۲۴ در مادرید بر اثر عوارض ناشی از سقوط درگذشت، او هنگام مرگ ۷۶ ساله بود.
از فیلم‌هایی که وی در آنها نقش داشته‌است، می‌توان به نفرین مرگ تارتو اشاره کرد.